# 阮文勇
阮文勇（1915年6月30日—1978年），曾任越南共和國國家銀行代理行長，也是該國最後一任國家銀行副行長。

## 簡歷
阮文勇1915年6月30日出生於法屬印度支那嘉定省富春會村，1947年畢業於巴黎高等商業研究學院，1949年畢業於巴黎大學法律與金融科學研究所，1950年在巴黎大學獲得法學士，1951-52年在巴黎大學為經濟政治及經濟學研究生，其後於1953年在巴黎大學獲得會計專業文憑，回國後於1955-56年任越南國家銀行總經理（兼任越南商信銀行總審計師），1956-66年任越南國家銀行總審計師，1966-75年任越南國家銀行副行長（1968-71年代理越南國家銀行行長），也是最後一任。
1975年4月30日西貢淪陷後，阮文勇被越共當局送往再教育營接受政治改造，1978年死於清化省清錦監獄。

## 個人生活
阮文勇是一名祖先崇拜者，已婚，育有一子三女。